# بيت ميناندر
بيت ميناندر هو واحد من أغنى وأروع البيوت في بومبي القديمة من حيث الهندسة المعمارية والديكور والمحتويات. وتشير تلك المحتويات بأن مالك المنزل كان أرستقراطيًا مشاركًا في السياسة، ولديه ذوق رفيع في الفن. تم التنقيب في المنزل في الفترة من نوفمبر 1926 حتى يونيو 1932.